# Élection présidentielle allemande de 2009
L’élection présidentielle allemande de 2009 (Wahl des deutschen Bundespräsidenten 2009) s'est tenue le 23 mai 2009, lors de la réunion de la 13e Assemblée fédérale, conformément à la décision annoncée le 8 mai 2008 par le président du Bundestag, Norbert Lammert. Ce scrutin précède de quelques mois les élections fédérales du 27 septembre 2009.
Candidat à un second mandat face à trois concurrents, le président fédéral sortant Horst Köhler est réélu dès le premier tour pour un nouveau mandat qui commence le 1er juillet 2009.

## Composition de l'Assemblée fédérale
L'Assemblée fédérale est composée à parts égales des députés du Bundestag et de représentants des différents Länder comme le prévoit la Loi fondamentale allemande. L'élection du président fédéral se tenant avant les élections fédérales de 2009, ce sont les députés du 16e Bundestag, élus lors des scrutins parlementaires de 2005, qui siègent à l'Assemblée fédérale.
Le Bundestag comptant 612 députés le 21 mai 2008, 612 représentants des différents Länder ont également siégé à la 13e Assemblée fédérale, portant le total à 1 224 membres et la majorité absolue à 613 voix.
La composition du collège électoral par parti politique et par Land est la suivante :

## Candidats
La 13e Assemblée fédérale a vu s'opposer les deux mêmes principaux candidats que lors de la précédente élection présidentielle. En effet, le président sortant, le chrétien-démocrate Horst Köhler, s'est représenté pour un second mandat, comme l'y autorise la constitution allemande. Il fut à nouveau opposé à Gesine Schwan, désignée candidate une seconde fois par le SPD.
Horst Köhler fut soutenu par la CDU, la CSU et le FDP. À l'inverse, Gesine Schwan a reçu le soutien du SPD, des Verts mais pas de Die Linke. Ce parti avait annoncé qu'il pourrait soutenir Gesine Schwan si le SPD acceptait de travailler avec eux au niveau fédéral. Cependant, le 14 octobre 2008, Die Linke a désigné l’acteur Peter Sodann comme candidat à la présidence fédérale. Pour sa part, le NPD/DVU décide de soutenir le chansonnier Frank Rennicke comme candidat.

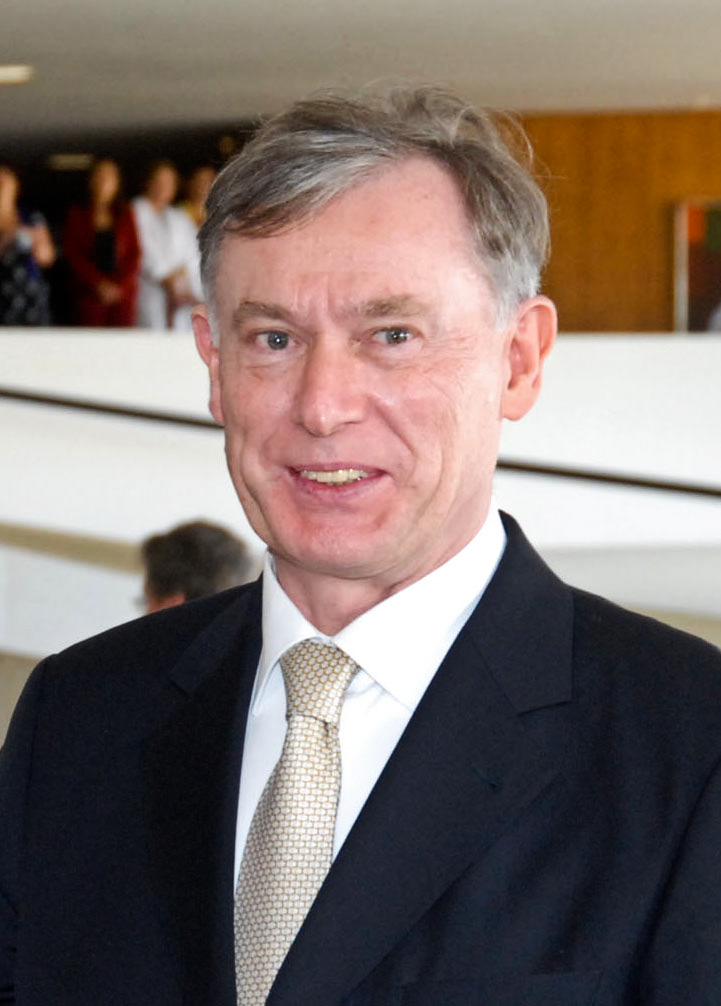
Horst Köhler (CDU/CSU)
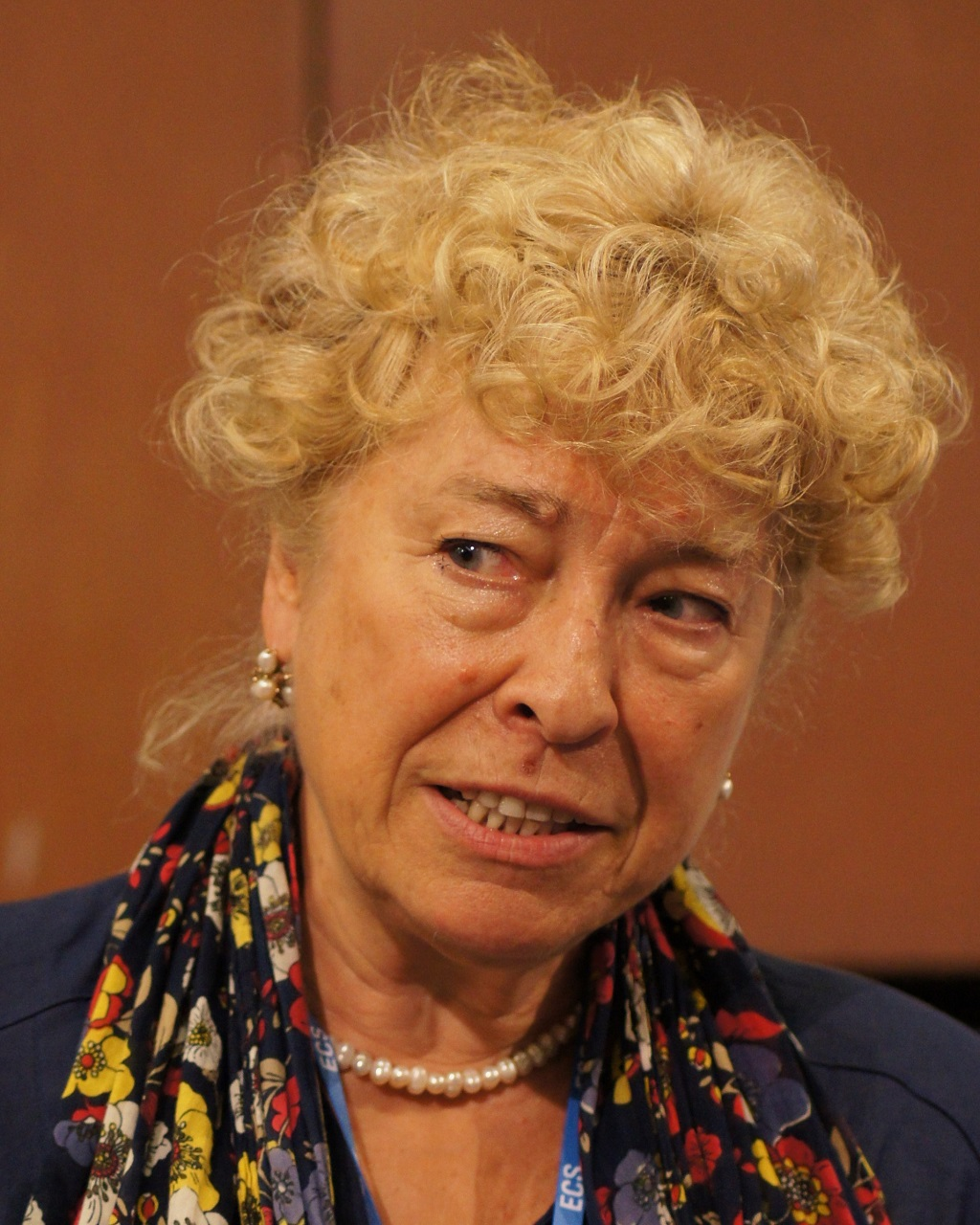
Gesine Schwan (SPD)
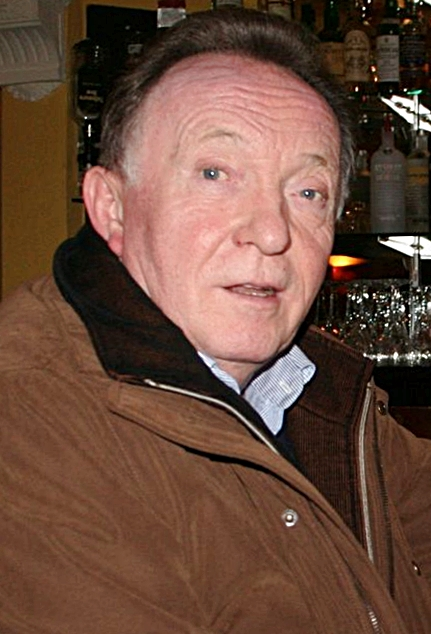
Peter Sodann (Die Linke)
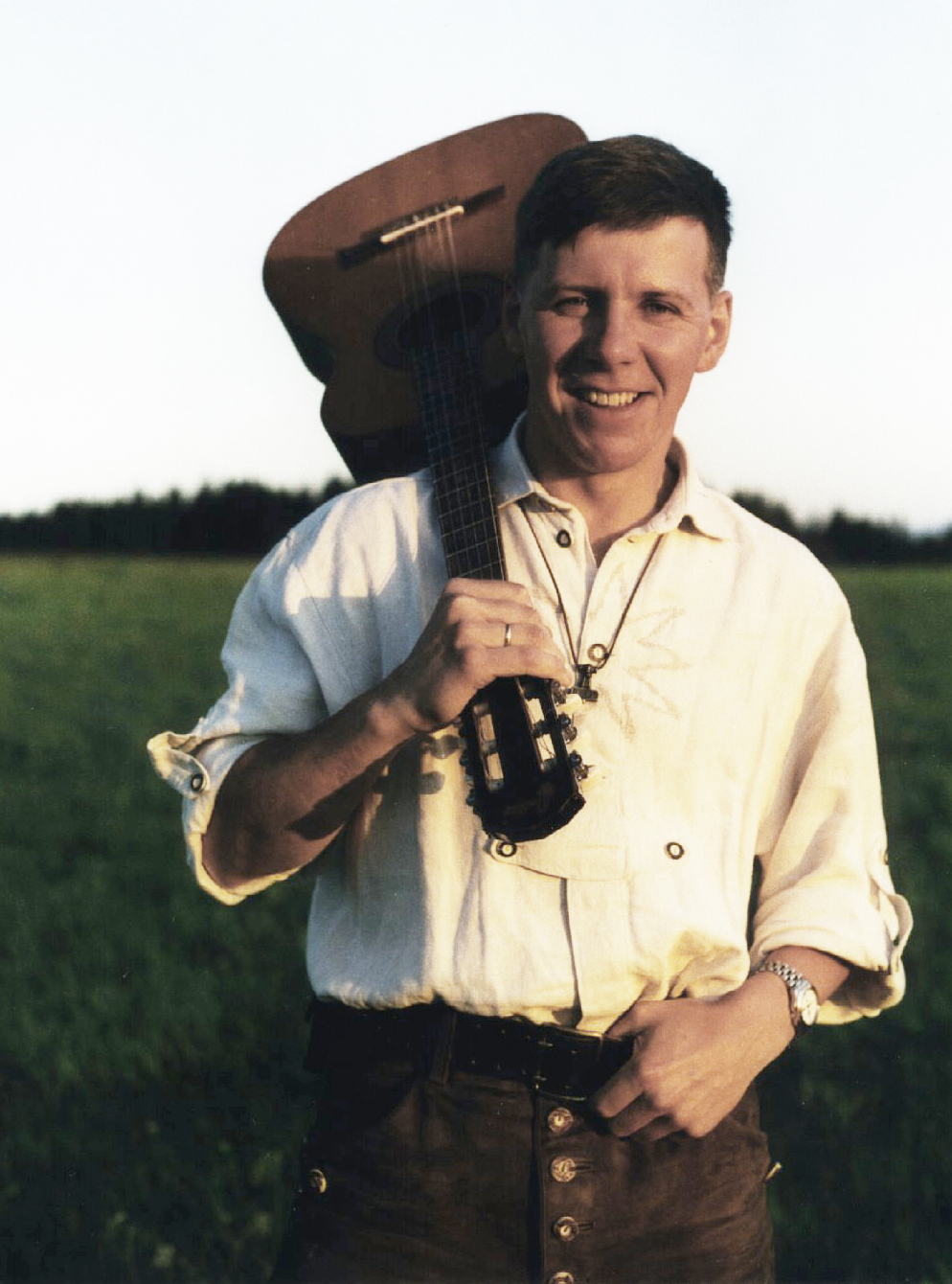
Frank Rennicke (NPD/DVU)

## Résultats
| Candidats                | Candidats                | Partis                   | Premier tour | Premier tour |
| Candidats                | Candidats                | Partis                   | Voix         | %            |
| ------------------------ | ------------------------ | ------------------------ | ------------ | ------------ |
|                          | Horst Köhler             | CDU                      | 613          | 50,62        |
|                          | Gesine Schwan            | SPD                      | 503          | 41,54        |
|                          | Peter Sodann             | Die Linke                | 91           | 7,51         |
|                          | Frank Rennicke           | NPD                      | 4            | 0,33         |
|                          |                          |                          |              |              |
| Majorité requise         | Majorité requise         | Majorité requise         | 613 voix     | 613 voix     |
|                          |                          |                          |              |              |
| Suffrages exprimés       | Suffrages exprimés       | Suffrages exprimés       | 1211         | 99,84        |
| Votes blancs et nuls     | Votes blancs et nuls     | Votes blancs et nuls     | 2            | 0,16         |
| Total                    | Total                    | Total                    | 1213         | 100          |
| Abstentions              | Abstentions              | Abstentions              | 10           | 0,82         |
| Absents                  | Absents                  | Absents                  | 1            | 0,08         |
| Inscrits / Participation | Inscrits / Participation | Inscrits / Participation | 1 224        | 99,10        |

## Analyse
L’alliance entre les conservateurs CDU/CSU, les libéraux de FDP et la Wählergruppe des Freie Wähler (électeurs libres) ayant la majorité absolue à l’Assemblée fédérale (614 de 1 224 membres ; soit 497 de la CDU/CSU, 107 du FDP et 10 des électeurs libres), Horst Köhler pouvait obtenir deux votes de plus que la majorité nécessaire. Finalement, Köhler remporta l'élection en obtenant seulement 613 voix, soit l'exact équivalent de la majorité requise.